# بريغيجاديه فوهرر

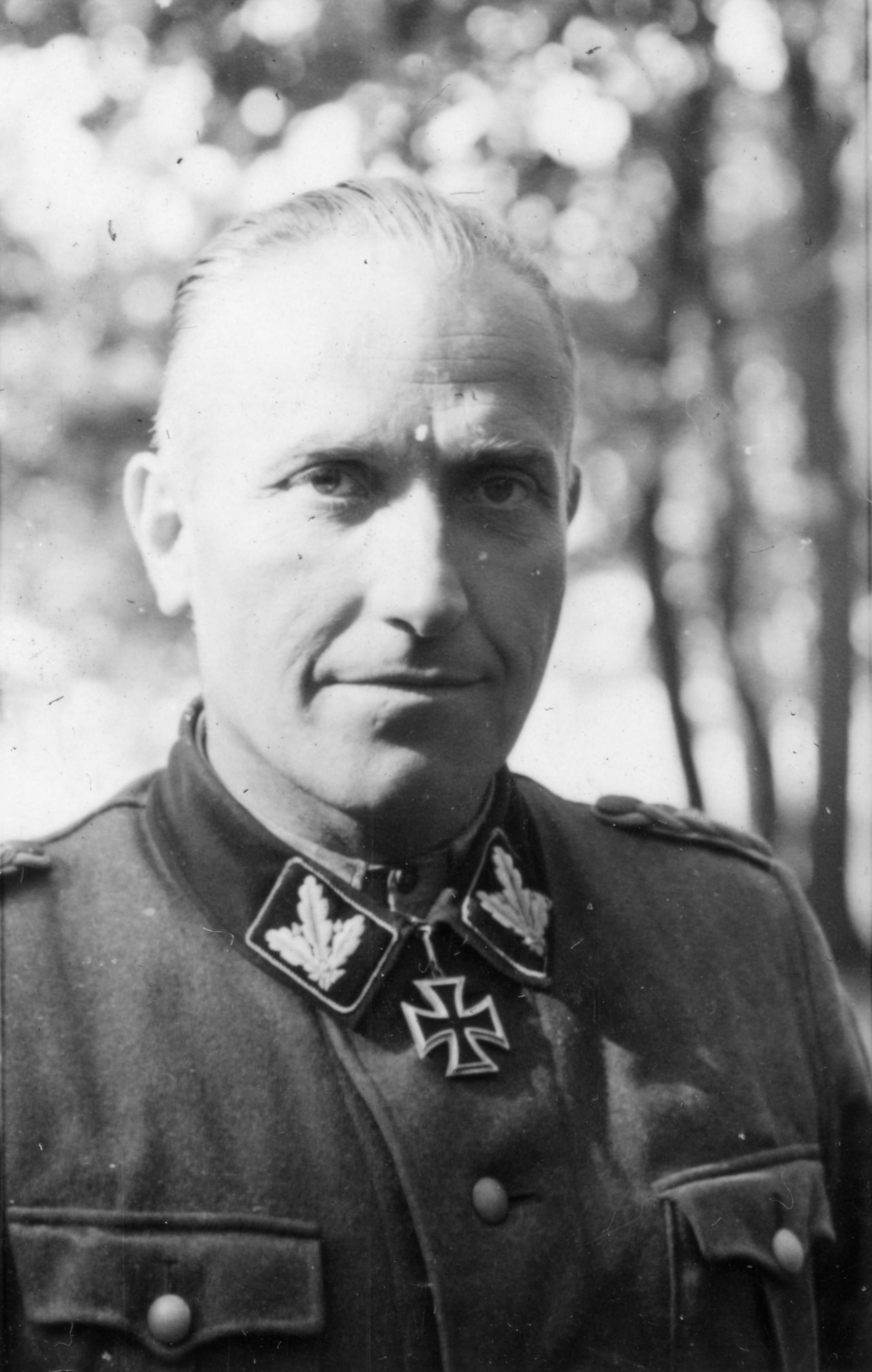

Brigadeführer ( تُلفظ بالألمانية: [bʁiˈɡaːdəfyːʁɐ] ، "قائد اللواء ") رتبة شبه عسكرية للحزب النازي (NSDAP) التي كانت تستخدم بين عامي 1932 و1945.  معروفًة بشكل رئيسي لاستخدامها كرتبة في قوات الأمن الخاصة،  تم استخدامها بعد فترة وجيزة معروفة باسم Untergruppenführer في أواخر عام 1929 وعام 1930.
تم إنشاء الرتبة أولاً بسبب توسع قوات الأمن الخاصة وتم تكليفهم بهؤلاء الضباط الذين كانوا يقودون قوات الأمن الخاصة. في عام 1933 ، تم تغيير SS-Brigaden في الاسم إلى SS-Abschnitte. ومع ذلك، ظلت رتبة Brigadeführer على حالها.

## شارة

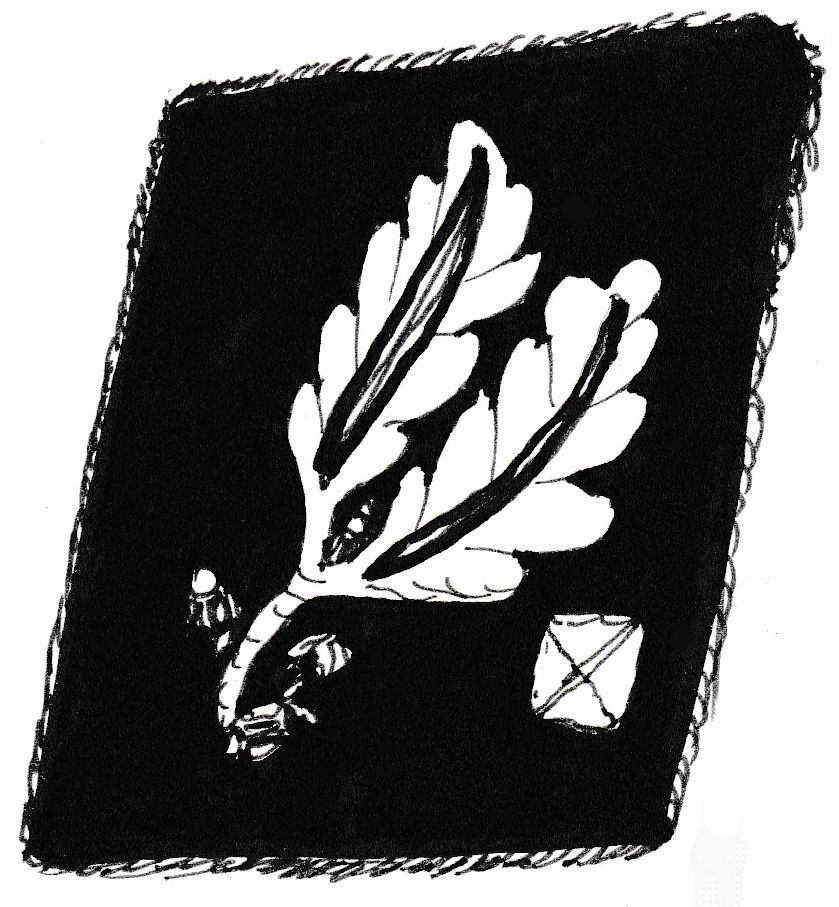
التصحيح جورجيت حتى أبريل 1942 ( ألجيماينه إس إس وفافن إس إس )
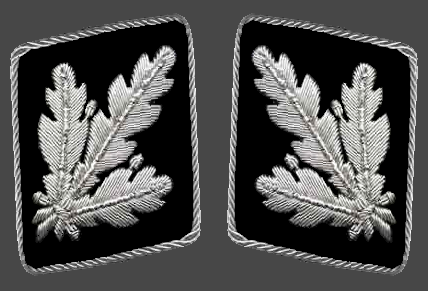
بقع Gorget 1942-1945 (Allgemeine SS و Waffen-SS)
لوحة الكتف (افن-SS)
SA gorget التصحيح
NSFK gorget patch
NSKK gorget patch